# Loving - Gioco crudele
Loving - Gioco crudele (Loving) è un film di Irvin Kershner del 1970.

## Trama
Un illustratore pubblicitario ha problemi col suo capo, con la moglie e con l'amante. Durante un party ha una "sbandata" per la moglie di un collega e i due si appartano in giardino, ma la cosa diviene di dominio pubblico a causa di una videocamera di sicurezza. La moglie e il collega non la prendono bene.

## Distribuzione
Fu distribuito in prima a New York il 4 marzo 1970.
In Italia fu proiettato in anteprima il 22 settembre 1970 alla rassegna Incontri col cinema a Sorrento col titolo Loving, mentre nelle sale fu distribuito nell'estate 1972 col titolo Loving - Gioco crudele. A Roma venne distribuito soltanto dal 10 agosto 1974.

## Critica
Il The New York Times lo inserì tra i dieci migliori film del 1970.
(Achille Valdata su La Stampa dell'8 settembre 1972)
(Paolo Mereghetti, Dizionario dei film, ed. 1994)